# Klitzhaufe

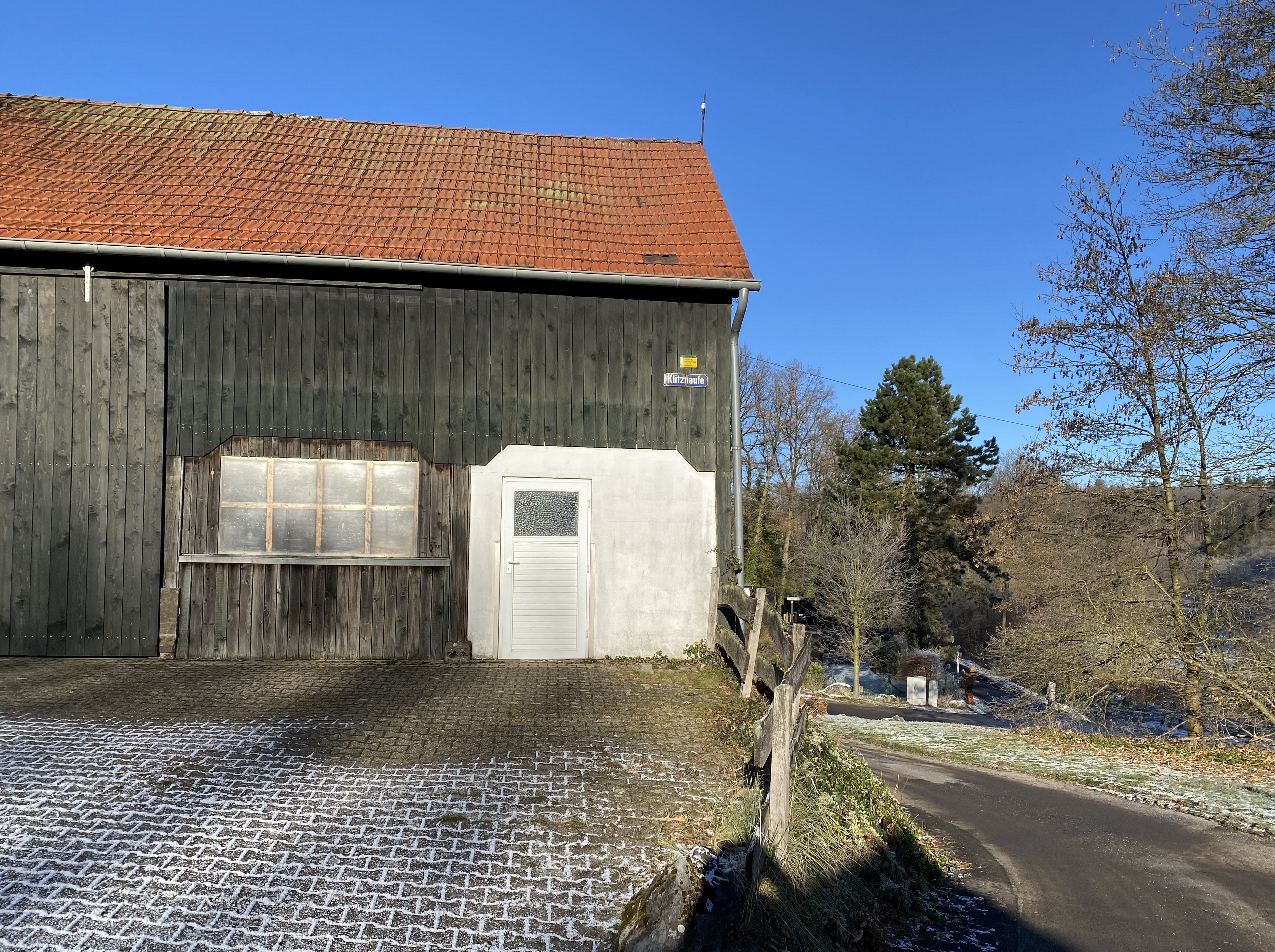
Holzscheune Klitzhaufe

Klitzhaufe ist eine Ortschaft von Wipperfürth im Oberbergischen Kreis im Regierungsbezirk Köln in Nordrhein-Westfalen (Deutschland).

## Lage und Beschreibung
Die Ortschaft liegt im Nordwesten von Wipperfürth an der Stadtgrenze zu Hückeswagen. Nachbarorte sind Niederröttenscheid, Oberröttenscheid, Großblumberg, Sonnenschein und Neye. Der Niederröttenscheider Bach mündet im Ort in die Neye.
Politisch wird der Ort durch den Direktkandidaten des Wahlbezirks 10 (100) Neye und Felderhof im Rat der Stadt Wipperfürth vertreten.

## Geschichte
Die Karte Topographia Ducatus Montani aus dem Jahre 1715 zeigt einen Hof und bezeichnet diesen mit „Klizhaufen“. In der Karte Topographische Aufnahme der Rheinlande von 1825 sind unter der Ortsbezeichnung „Klitzhaufe“ drei voneinander getrennt liegende Gebäudegrundrisse eingezeichnet. In der Preußischen Uraufnahme von 1840 bis 1844 wird der Ort mit „Klinzhof“ benannt. Der heute gebräuchliche Name wird mit der amtlichen topografischen Karte (Preußische Neuaufnahme) der Jahre 1894 bis 1896 verwendet.
In der historischen topografischen Karte des Jahres 1825 ist am südlichen Ortsrand ein Mühlensymbol eingetragen. Diese Mühle hat in den Karten Bestand bis zur topografischen Karte von 1913. Sie wird in der Literatur mit „Klitzhaufer Mühle“ bezeichnet und war eine Getreidemühle.

## Busverbindungen
Über die im Nachbarort Neye gelegene Bushaltestelle der Linie 337 (VRS/OVAG) ist eine Anbindung an den öffentlichen Personennahverkehr gegeben.

## Wanderwege
Der vom SGV ausgeschilderte Wanderweg A1 führt durch den Ort.